# دی‌اکسید تلوریم
دی‌اکسید تلوریم (به انگلیسی: Tellurium dioxide) با فرمول شیمیایی TeO۲ یک ترکیب شیمیایی با شناسه پاب‌کم ۶۲۶۳۸ است. که جرم مولی آن ۱۵۹٫۶ g/mol می‌باشد. شکل ظاهری این ترکیب، بلورهای زرد و نارنجی است.